# 窄带隙半导体
窄带隙半导体是指带隙小于0.5 eV，或红外吸收截止波长超过2.5微米的半导体材料。更广义的定义包括带隙小于硅（1.1 eV）的所有半导体。  现代太赫兹、红外 和热成像 技术均基于此类半导体。
窄带隙材料应用于红外探测器和红外领域，以实现卫星遥感、远程通讯的光子集成电路   和无人驾驶车辆的Li-Fi系统   。这种半导体材料也是太赫技术的材料基础，其应用包括探测隐藏武器的安全监视系统  、太赫兹断层扫描的安全医疗和工业成像系统   ，以及介电尾场加速器  。 此外，嵌入窄带隙半导体的热光伏 发电可讲传统太阳能发电系统中浪费的部分能量转化为可用电能，该部分能量占据了太阳光谱的49%左右 。 航天和深海应用，以及真空物理装置中，常使用窄带隙半导体来实现超低温冷却。 
在尖端研发中，窄带隙半导体被制成纳米材料，其强烈的电子空穴耦合会与增加的量子限制效应相互作用，这给描述和设计带来了特殊的挑战。麻省理工学院的兰克斯提出的“兰克斯模型”扩展了k·p 方法来解决电子能带边缘的非抛物线性问题，但又缺乏精确性。 使用超级计算机利用密度泛函理论进行第一性原理计算，虽然可以得到更精确的能带曲率，但其对算力和算时的要求都太大。 唐爽和崔瑟豪斯夫人提出的“唐-崔瑟豪斯理论”  引入了一种低维多带迭代法，以渐进式方法解决了这个问题，并得到了通用汽车的数据支持。 

2012年4月12日，麻省理工学院官网以封面新闻报道唐爽和崔瑟豪斯提出的“唐-德雷塞尔豪斯理论”，该理论提出了低维多带迭代法。

## 窄带隙半导体列表
| 材料               | 化学式     | 族    | 能隙 (300 K)    |
| ------------------ | ---------- | ----- | --------------- |
| 碲化汞鎘（英语：Mercury cadmium telluride） | Hg1−xCdxTe | II-VI | 0 to 1.5 eV     |
| 碲化汞鋅（英语：Mercury zinc telluride） | Hg1−xZnxTe | II-VI | 0.15 to 2.25 eV |
| 硒化铅             | PbSe       | IV-VI | 0.27 eV         |
| 硫化铅             | PbS        | IV-VI | 0.37 eV         |
| 碲化铅             | PbTe       | IV-VI | 0.32 eV         |
| 砷化铟             | InAs       | III-V | 0.354 eV        |
| 锑化铟             | InSb       | III-V | 0.17 eV         |
| 銻化鎵             | GaSb       | III-V | 0.67 eV         |
| 砷化鎘             | Cd3As2     | II-V  | 0.5 to 0.6 eV   |
| 碲化鉍             | Bi2Te3     |       | 0.21 eV         |
| 碲化亚锡           | SnTe       | IV-VI | 0.18 eV         |
| 硒化亚锡           | SnSe       | IV-VI | 0.9 eV          |
| 硒化银             | Ag2Se      |       | 0.07 eV         |
| 矽化鎂             | Mg2Si      | II-IV | 0.79 eV[33]     |